# Marguerite Gardiner, grevinna av Blessington
Marguerite Gardiner, grevinna av Blessington, född Power 1 september 1789 i närheten av Clonmel, död 4 juni 1849 i Paris, var en brittisk grevinna och författare.

## Biografi
Marguerite Gardiner föddes nära Clonmel i County Tipperary i Irland och växte upp under små omständigheter. Vid 15 års ålder tvingades hon gifta sig med en försupen kapten som dog inspärrad i gäldstugan i oktober 1817. Då hade hon redan lämnat honom och i februari 1818 gifte hon sig med Charles John Gardiner, 1:e earl av Blessington.
Hösten 1822 reste hon utomlands med sin make och vistades 1823 under fyra månader i Genua med lord Byron. Hon uppehöll sig på kontinenten fram till sin makes död i maj 1829. Innan detta hade hon mött den brittiske dandyn Alfred d'Orsay som 1827 gifte sig med Lady Harriet Gardiner, hennes makes dotter från ett tidigare äktenskap. Paret separerade inom kort och d'Orsay medföljde grevinnan av Blessington tillbaka till London där de sammanbodde. Deras gemensamma bostad, Gore House i Kensington i London, blev snart känd som en mötesplats för de mest framträdande inom dåtidens litteratur, konst och andliga odling.
Marguerite Gardiner själv blev känd för sin charm, sin gästfrihet och sin generositet. Hennes inkomster från hennes änkesäte och från hennes böcker och artiklar var dock långt under utgifterna för hemmet och hushållet och det blev till slut omöjligt att behålla bostaden. Djupt skuldsatt lämnade Alfred d'Orsay London i början av 1849 för att undkomma sina kreditorer. Marguerite Gardiner sålde möblerna i det gemensamma hemmet och anslöt sig till honom i Paris. Hon avled i Paris samma sommar av hjärtfel. Hon är begraven i Chambourcy i Frankrike. 
Bland hennes arbeten kan nämnas Conversations with Lord Byron (1834), The Idler in Italy (1839–1840) samt en stor mängd noveller och berättelser som ofta skildrar de högre samhällsklassernas liv. Som exempel kan ges The Victims of Society (1837), The Governess (1839; "Guvernanten", 1841–1842), Memoirs of a Femme de Chambre (1846; "En kammarjungfrus memoirer", 1851) samt Country Quarters (1850, "En inqvartering i landsorten", 1853).